# Rotstirntangare
Die Rotstirntangare (Tangara parzudakii) ist ein Sperlingsvogel in der Familie der Tangaren (Thraupidae). Sie ist über die südamerikanischen Länder Venezuela, Kolumbien, Ecuador und Peru verbreitet. Der Bestand wird von der IUCN als nicht gefährdet (Least Concern) eingestuft.

## Merkmale
Die Rotstirntangare erreicht eine Körperlänge von etwa 14 bis 14,5 Zentimeter bei einem Gewicht von etwa 17,4 Gramm. Oberkopf, vordere Ohrdecken und Bartstreif sind orangegelb, wobei sich die Stirn rot abhebt. Der Zügel, die Augenmaske, die hinteren Ohrdecken und die Kehle sind schwarz. Der hintere Scheitel, der Nacken sowie die Halsseiten schimmern gelb. Der Rücken und der Schwanz sind schwarz. Das Gefieder der Schultern, des hinteren Rückens und des Bürzels sowie die Randdecken und die mittleren Armdecken schimmern metallisch blaugrün. Die großen Armdecken sind türkis gesäumt. Die Bauchmitte und die Unterschwanzdecken sind zimtfarben bis gelbbraun, wobei die Brust und die Flanken türkis glänzen. Ein Sexualdimorphismus ist nicht ausgeprägt.
Jungvögel haben einen goldgrünen Scheitel und Rücken. Die Unterseite ist etwas matter gefärbt, als bei ausgewachsenen Exemplaren. Es fehlt der grünliche Farbton. Die Kehle wirkt weißlich.

## Verhalten
Meist sind Rotstirntangaren paarweise anzutreffen, bisweilen auch in kleinen Verbänden zusammen mit anderen Tangaren. Sie untersuchen emsig freistehende, bemooste Äste nach Insekten oder die Blütenstände von Ameisenbäumen. Dabei hängen sie oft auch mit dem Kopf nach unten. Nur äußerst selten suchen sie ihre Beute auf Blättern. Zur Nahrung gehören auch Beeren. Die Bewegungen der Rotstirntangare sind eher langsam. Ihr Ruf ähnelt dem anderer Tangarenarten und hört sich an wie „Zit“.

## Verbreitung und Lebensraum
Rotstirntangaren halten sich meist in den mittleren bis oberen Straten auf, nur selten in den unteren. Ihr natürliches Biotop sind feuchte Nebelwälder und hohe Sekundärvegetation, oft in der Nähe von Waldrändern. Hier findet man sie in Höhen zwischen 1000 und 2650 Meter, sehr selten auch bis 700 Meter.

## Unterarten

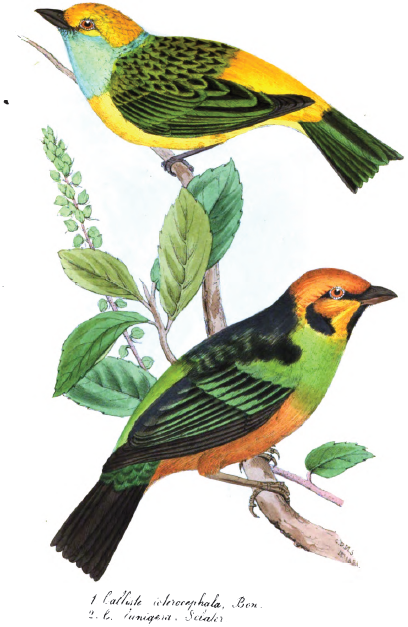
Tangara parzudakii lunigera gemalt von Catherine Dorcas Maule Strickland

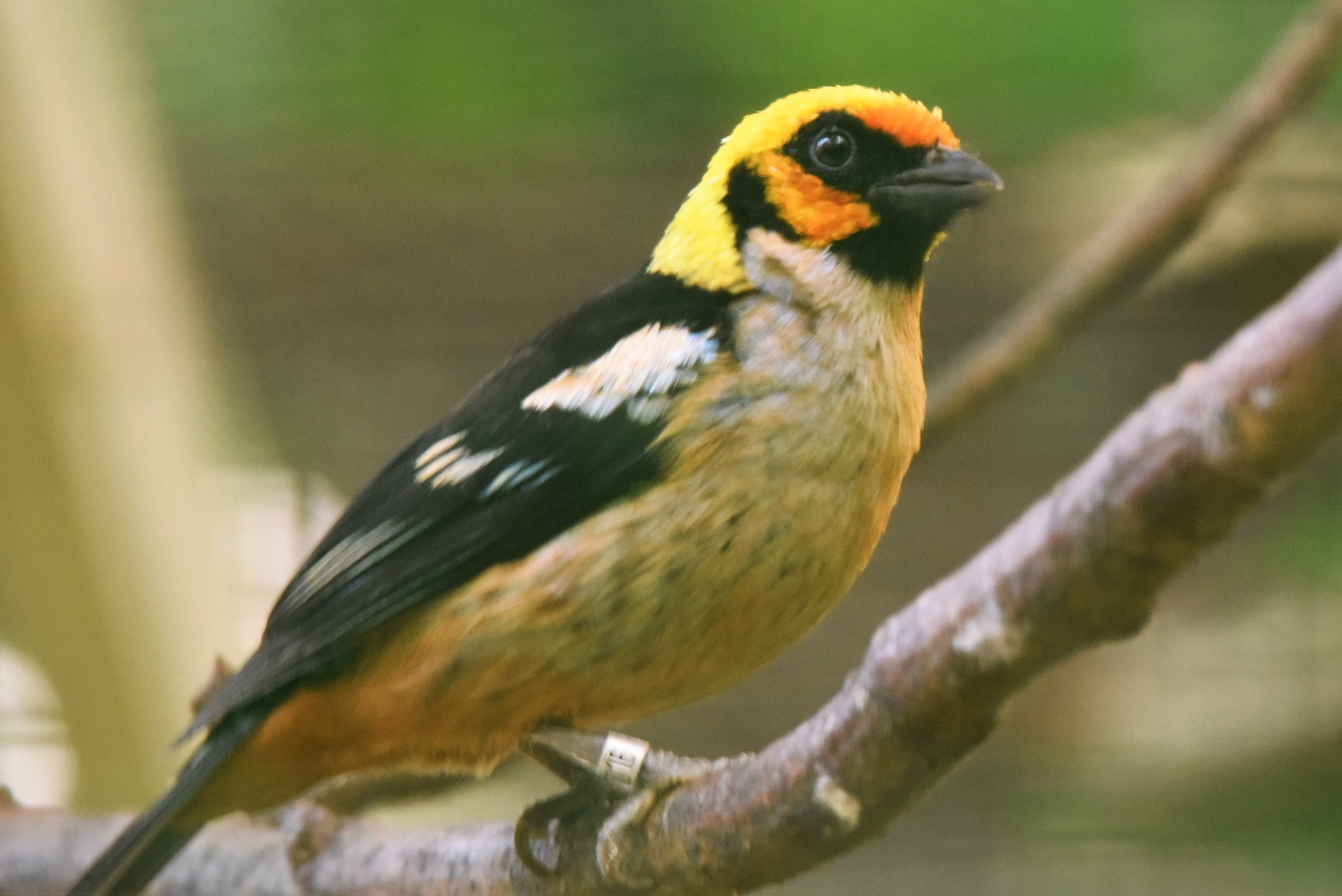
Rotstirntangare der Unterart T. p. lunigera im Vogelpark Walsrode

Es werden drei Unterarten anerkannt, die sich vor allem in ihrer Färbung unterscheiden:
- Tangara parzudakii parzudakii (Lafresnaye, 1843) – Die Nominatform kommt in Venezuela nahe dem Río Chiquito im Südwesten von Táchira vor. In Kolumbien findet man sie am Westhang der Ostanden, im Departamento de Cundinamarca, im Tal des Río Magdalena bis an den Osthang der Zentralanden im Departamento de Caquetá.[6] Von dort zieht sich das Verbreitungsgebiet über den Andenosthang in Ecuador bis in die Region Junín im zentralen Peru.[7]
- Tangara parzudakii lunigera (Sclater, PL, 1851) – Bei dieser Unterart ist der Scheitel orange beziehungsweise hell cadmiumfarben. Die untere Kopfseite ist zitronengelb. Das Schwarz des Rückens zieht sich über den Nacken. Der schimmernde Teil der Ober- und Unterseite ist deutlich grüner. Die Armschwingen sind türkisfarben gesäumt.  Man findet diese Unterart im Gebiet des 3950 Meter hohen Cerro Tatamá, am Oberlauf des Río San Juan im Departamento de Risaralda und an den Andenhängen an der Pazifikküste im Südwesten Ecuadors (Provinz El Oro).[8]
- Tangara parzudakii urubambae Zimmer, JT, 1943 – Diese Unterart hat im Vergleich zur Nominatform einen kürzeren und kräftigeren Schnabel. Die Stirn ist etwas dunkler gefärbt und matter rot. Der obere Teil des Kopfes ist hellgelb gefärbt. Die Unterseite wirkt streifiger, die bräunlich gelbe Partie der Bauchmitte ist weniger ausgedehnt. Die Unterart kommt im Flusstal des Urubamba in der Region Ayacucho vor.[9]

## Etymologie und Forschungsgeschichte

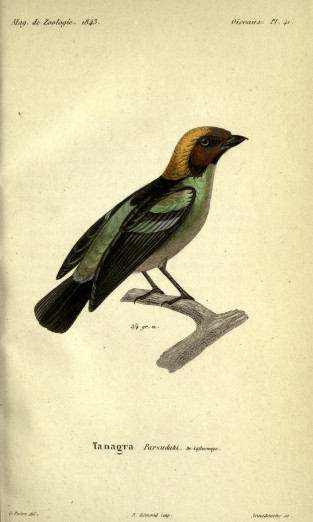
Bild Jean-Gabriel Prêtre: Rotstirntangare

Das Wort Tangara stammt aus dem indischen Sprachraum und bedeutet »vielfarbener finkenähnlicher Vogel«.
In seiner Widmung zum Artepitheton schreibt Lafresnaye:

« Nous avons dédié cette belle espèce au naturaliste Parzudaki, lequel par suite de nombreux envois reçus de Colombie, a contribué fortement à faire connaître l’ornithologie si remarquable de cette partie de L’Amérique du sud. »

„Wir haben diese schöne Art dem Naturforscher Parzudaki gewidmet, der durch zahlreiche Lieferungen aus Kolumbien in großem Maße dazu beigetragen hat, die überaus bemerkenswerte Avifauna dieses Teils von Südamerika bekannt zu machen.“

Der Vogel wurde nach Charles Parzudaki benannt, der zwischen 1841 und 1845 im Vizekönigreich Neugranada Vogelbälge sammelte.
Sclater hatte seine Unterart ursprünglich unter dem Namen Calliste lunigera beschrieben. Der Name, der aus den lateinischen Worten »luna« (Mond) und »gero« (führe) gebildet wurde, soll auf die zitronengelbe Kopfseite verweisen.
Der Name »urubambae« steht für das Tal beziehungsweise den Fluss, in dem die Unterart gefunden wurde.
Im Jahr 1843 erschien zusätzlich ein Nachtrag in Magasin de Zoologie : d'anatomie comparée et de palaeontologie. Darin war eine Illustration zur Rotstirntangare von Jean-Gabriel Prêtre (1768–1849) und eine detailliertere Beschreibung von Lafresnaye enthalten. Die Gravur stammte von Christophe Annedouche (1803–1866) und der Druck erfolgte durch N. Rémond.